# Aragoa parviflora
Aragoa parviflora är en grobladsväxtart som beskrevs av J.L. Fernández Alonso och S. Castroviejo. Aragoa parviflora ingår i släktet Aragoa och familjen grobladsväxter. Inga underarter finns listade i Catalogue of Life.